# Catharinus Slager
Catharinus Slager (Nijverdal, 19 oktober 1897 - Epe, 11 augustus 1965) was een Nederlandse burgemeester.

## Familie
Slager was een zoon van dominee Julle Slager (1839-1908) en Egberdina Zwiers. Hij trouwde in 1929 met Hendrika Egbertina Teesselink (1905-1970).

## Loopbaan
Slager werd in 1925 benoemd tot burgemeester van Oldehove. Tijdens de Tweede Wereldoorlog bleef hij aanvankelijk aan, tot de verlengde ambtsperiode door de secretaris-generaal van Binnenlandse Zaken per 13 september 1943 alsnog werd beëindigd. Na de oorlog keerde hij terug in Oldehove.
In 1949 werd Slager burgemeester van Zwollerkerspel. Hij werd in 1958 benoemd tot Ridder in de Orde van Oranje-Nassau. Per 1 november 1962 kreeg Slager vanwege zijn pensionering op eigen verzoek eervol ontslag. Vanaf 1963 was hij nog een jaar waarnemend burgemeester van Ermelo. Slager overleed in 1965 op 68-jarige leeftijd.